# Décembre 1939
Les événements concernant la Seconde Guerre mondiale sont détaillés dans l'article Décembre 1939 (Seconde Guerre mondiale).

## Événements
- Union d'Afrique du Sud : en échange de sa coopération dans le conflit, l’ANC demande « respectueusement au gouvernement de l’Union d’annuler toutes les lois discriminatoires ».

- 3 décembre : 
  - les premiers pilotes polonais arrivent au Royaume-Uni.
  - Premier vol du triplace de reconnaissance Bloch MB.175 et du monoplace de chasse Bloch MB.155.

- 4 décembre : les Polonais créent l’Union de la lutte armée ZWZ qui remplace le Service pour la victoire de la Pologne SZP et qui est confiée au général Kazimierz Sosnkowski.

- 6 décembre : premier vol de l'avion d'entrainement Morane-Saulnier MS.435.

- 7 décembre : l'Italie déclare à nouveau sa neutralité.

- 8 décembre : 
  - Dictature de Manuel Prado Ugarteche au Pérou (fin en 1945).
  - L’Union soviétique décrète le blocus des côtes finlandaises.

- 9 décembre : 
  - Blocus des côtes finlandaises par la marine soviétique.
  - Adoption des nouvelles Armoiries du Québec et de la devise « Je me souviens ».

- 13 décembre :  bataille de Rio de la Plata entre le cuirassé de poche allemand Admiral Graf von Spee et trois navires alliés.

- 14 décembre : l'Union soviétique est exclue de la Société des Nations à la suite de son attaque de la Finlande (Guerre d'Hiver).

- 17 décembre : le cuirassé de poche allemand Admiral Graf von Spee se réfugie dans le port de Montevideo (Uruguay) où il se saborde.

- 18 décembre : les premières troupes canadiennes arrivent en Europe.

- 19 décembre : premier vol de l'avion de transport français Bloch MB.161, dénommé plus tard SE.161 Languedoc.

- 22 décembre : devant la résistance acharnée des Finlandais, la première offensive soviétique se solde par un échec.

- 23 - 25 décembre : le GAPI convoque à Jakarta un Congrès du Peuple indonésien qui adopte le Bahasa Indonesia comme langue nationale, le drapeau rouge et blanc et le chant Indonesia Raya comme hymne national.

- 27 décembre : le tremblement de terre d'Erzincan de magnitude MS estimé à 8.0 fait plus de 30 000 victimes à Erzincan et sa région dans l'est de la Turquie.

- 29 décembre : premier vol du bombardier américain Consolidated B-24 Liberator.

- 30 décembre : premier vol de la version blindée du chasseur Iliouchine Il-2 Sturmovik.

## Naissances
- 2 décembre : Francis Fox, sénateur canadien.
- 4 décembre : Étienne Mourrut, homme politique français.
- 5 décembre : Ricardo Bofill, architecte et urbaniste catalan († 14 janvier 2022).
- 8 décembre : Dariush Mehrjui, cinéaste iranien († 14 octobre 2023).
- 12 décembre : Laurent Dona Fologo, homme politique ivoirien († 5 février 2021).
- 14 décembre : Frank St. Marseille, joueur de hockey.
- 15 décembre : Umaru Mutallab, homme d'affaires nigérian.
- 17 décembre : Richard Ng, acteur britannique originaire de Hong Kong († 9 avril 2023).
- 20 décembre : Kathryn Joosten, actrice américaine († 12 juin 2012).
- 21 décembre : 
  - Victor Van Schil, coureur cycliste belge († 30 septembre 2009).
  - Lloyd Axworthy, homme politique.
  - Carlos do Carmo, chanteur de fado portugais († 1er janvier 2021).
- 22 décembre : Valentin Afonine, joueur et entraîneur de football soviétique puis russe († 1er avril 2021).
- 24 décembre : James Bartleman, lieutenant-gouverneur de l'Ontario.
- 26 décembre : Phil Spector, Auteur-compositeur américain († 16 janvier 2021).
- 27 décembre : John Amos, acteur américain († 21 août 2024).

## Décès
- 5 décembre : Victor Gilsoul, peintre belge (° 9 octobre 1867).
- 8 décembre : Jean Leroy, peintre et sculpteur belge (° 24 février 1896).
- 9 décembre : Thomas Priday, militaire britannique (° 1912 ou 1913).
- 22 décembre : Herbert James Palmer, premier ministre de l'Île-du-Prince-Édouard.